# Лицарський орден Паладинів

Герб Ордену Паладинів

Лицарський орден Паладинів  (англ. Chivalric Order of Paladins) — львівська міська неприбуткова організація, позапартійне об'єднання, міжнародне об'єднання, що діє у Львові з 2004 року. Керівник — Віталій Федорінін.

## Загальна інформація
Організація об'єднує  істориків, реконструкторів, активну патріотичну молодь та громадських активістів. 
Мета — вивчення та популяризація української середньовічної історії та християнських ідеалів лицарства XIV століття.
Орден є організатором таких історичних фестивалів: «Легенда Львова», «Козацька Варта» ; співорганізатором фестивалів «Підкамінь», «На Межі Тисячоліть», табору Львівської Хоругви при Грюнвальді (Польща), «Облога Мальборку» (Польща). 
Є учасником десятків історичних заходів, наприклад: Стародавній Меджибіж, Porta Temporis, Гості стародавнього Києва, битва при Візбі, круглі столи та історичні експерименти, Зимова Варта, історичні лекції у навчальних закладах.
Впродовж 9 років Паладини є постійними головними учасниками історичної ходи у день міста Львова, у якій лицарі почесно везуть хоругву міста.
Протягом десяти років Орден є лідером зі збереження історичної та культурної середньовічної спадщини західноукраїнських земель.
Впродовж останніх 7 років учасникам Ордену вдалося витягти із небуття та відтворити  Львівську Хоругву (Хоругву землі Львівської), яка брала участь у Грюнвальдській битві у 1410 році, відновити імена забутих українських лицарів 14 -15 століть.
Орден активно співпрацює з Львівською міськрадою, Музеєм Національної Пам'яті, Львівською Геральдичною Колегією  (голова — Тетяна Матвійок), орденом Данила Галицького, фондом «Підгорецький замок».  